# Il ronzio delle mosche
Il ronzio delle mosche è un film del 2003 diretto da Dario D'Ambrosi.
In un futuro non precisato, la follia è stata sconfitta in tutto il mondo. Solo 3 pazzi sono sopravvissuti. Un team di scienziati riesce a catturarli ed iniziano un esperimento: vogliono isolare la follia per comprenderne il meccanismo.

## Critica
Il "ronzio delle mosche" non è soltanto l'ossessione che attanaglia uno dei patetici protagonisti, ma anche l'eco indefinibile e seducente di un'utopia che attende di essere riscoperta dagli uomini.»
(Fantafilm)